# براون مک‌گاورن
براون مک‌گاورن (انگلیسی: Brian McGovern؛ زادهٔ ۲۸ آوریل ۱۹۸۰) بازیکن فوتبال اهل جمهوری ایرلند است.
از باشگاه‌هایی که در آن بازی کرده‌است می‌توان به باشگاه فوتبال آرسنال، باشگاه فوتبال پیتربورو یونایتد، باشگاه فوتبال کویینز پارک رنجرز، باشگاه فوتبال نوریچ سیتی، و باشگاه فوتبال شامروک روورز اشاره کرد.